# Apolysis capax
Apolysis capax är en tvåvingeart som först beskrevs av Daniel William Coquillett 1892.  Apolysis capax ingår i släktet Apolysis och familjen svävflugor.
Artens utbredningsområde är Kalifornien. Inga underarter finns listade i Catalogue of Life.